# هیدرید آلومینیوم
هیدرید آلومینیوم (به انگلیسی: Aluminium hydride) با فرمول شیمیایی AlH۳ یک ترکیب شیمیایی با شناسه پاب‌کم ۱۴۴۸۸ است. که جرم مولی آن 29.99 g/mol می‌باشد.